# Philippe Houvion
Pour les articles homonymes, voir Houvion.
Philippe Houvion, né le 5 octobre 1957 à Briey, est un athlète français spécialiste du saut à la perche.

## Carrière
Philippe Houvion remporte son premier titre de champion de France en 1978 en effaçant une barre à 5,40 m. Conservant son titre dès l'année suivante, il remporte la médaille d'argent des Championnats du monde universitaires de Mexico, puis le titre des Jeux méditerranéens à Split. 
Le 17 juillet 1980 à Paris, Philippe Houvion franchit la barre de 5,77 m, améliorant de deux centimètres le record du monde du saut à la perche détenu par son compatriote Thierry Vigneron. 
Sélectionné pour les Jeux olympiques de 1980, le Français termine au pied du podium avec la marque de 5,65 m, devancé au nombre d'essais par Konstantin Volkov et Tadeusz Slusarski, tous deux médaillés d'argent car à égalité parfaite. 
Le 20 juillet 1980, Houvion est dépossédé de son record du monde par le Polonais Wladyslaw Kozakiewicz, champion olympique à Moscou, qui réalise 5,80 m lors du meeting de Mâcon.
Licencié durant sa carrière au Paris Université Club, il est le fils de Maurice Houvion, champion de France du saut à la perche à plusieurs reprises dans les années 1950 et 1960 qui fut également son entraîneur et celui de Jean Galfione.

## Records personnels
- En plein air : 5,77 m le 17 juillet 1980 à Paris (record du monde)
- En salle : 5,65 m le 18 janvier 1991 à Lyon

## Palmarès
| Date | Compétition                    | Lieu     | Place | Marque |
| ---- | ------------------------------ | -------- | ----- | ------ |
| 1978 | Championnats d'Europe en salle | Milan    | 8e    |        |
| 1979 | Championnats d'Europe en salle | Vienne   | 7e    |        |
| 1979 | Universiade                    | Mexico   | 2e    |        |
| 1979 | Jeux méditerranéens            | Split    | 1er   |        |
| 1980 | Jeux olympiques                | Moscou   | 4e    |        |
| 1981 | Championnats d'Europe en salle | Grenoble | 6e    |        |
| 1984 | Championnats d'Europe en salle | Göteborg | 8e    |        |
| 1986 | Championnats d'Europe en salle | Madrid   | 6e    |        |

- Champion de France du saut à la perche en 1978 et 1979.